# Площадь Сан-Мартина (Буэнос-Айрес)
Площадь Сан-Марти́на (исп. Plaza San Martín) — главная площадь и основная зелёная зона района Ретиро города Буэнос-Айреса. В 1942 году получила статус национальной исторической достопримечательности. Находится между улицами Санта-Фе, Эсмеральда, Ареналес, Майпо, Либертадор и Флорида.

## История
14 октября 1801 года на месте, где сейчас находится площадь Сан-Мартина, была открыта арена для боя быков, которая вмещала 10 тысяч человек, работавшая до 1819 года.
Во время английских вторжений в Буэнос-Айрес в 1806—1807 годах площадь стала местом ожесточённых боев, а затем после победы аргентинцев над захватчиками она стала называться Площадь Славы.
С 1812 года на площади располагались казармы гренадер Хосе де Сан-Мартина, благодаря чему она получила название Марсово поле. В 1878 году в честь столетия со дня смерти Сан-Мартина площадь получила его имя.
В 1860 году был объявлен конкурс на лучший проект площади, победу в котором одержал инженер Хосе Канале. Согласно его плану площадь была засажена деревьями, а в 1862 году была установлена конная статуя Сан-Мартина. В 1874 году она была перестроена Эженом Куртуа.
Нынешним видом площадь Сан-Мартина обязана Карлосу Леону Тайсу, который перепланировал её в 1936 году. Площадь была существенно увеличена благодаря сносу некоторых окрестных зданий, в частности павильона Национального музея изящных искусств.
Декретом № 122.096 от 9 июня 1942 года площадь Сан-Мартина была признана национальным историческим памятником.
В 2009 году на площади проходила грандиозная выставка 140 скульптур United Buddy Bears, созданных художниками из 140 различных стран.

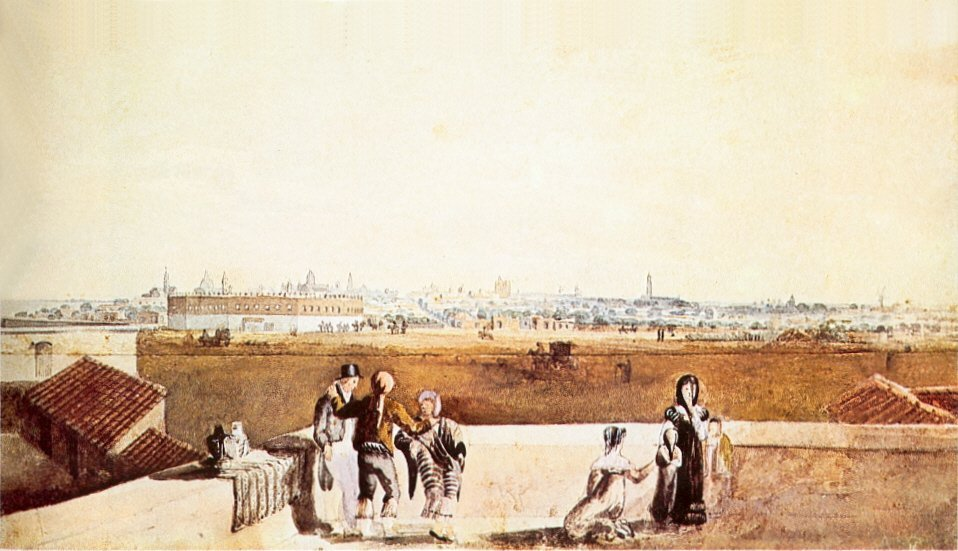
Арена для боя быков (1817)
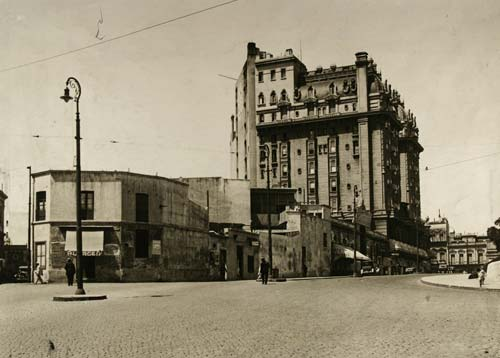
Площадь Сан-Мартина (1926)
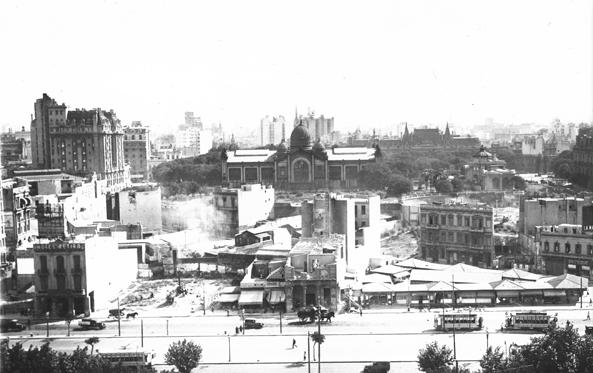
Реконструкция площади (1932)
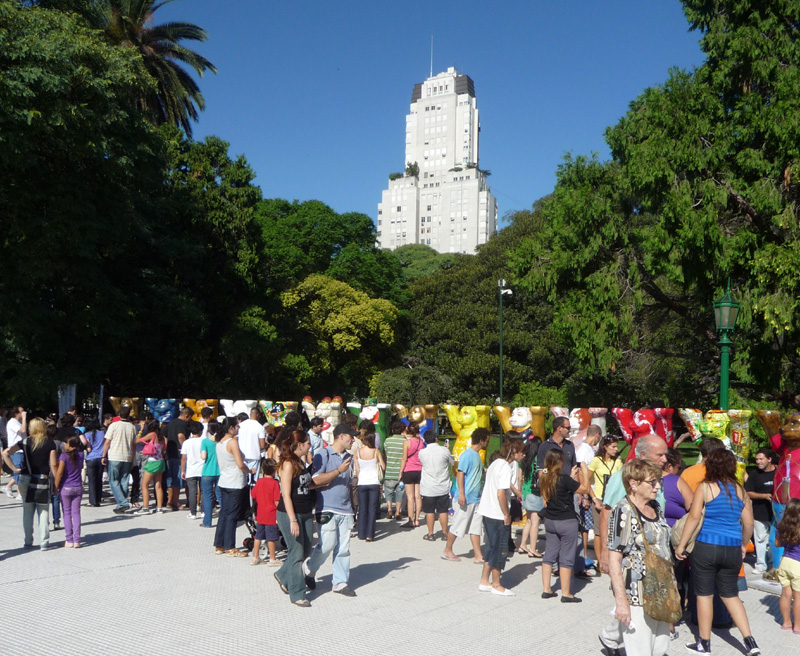
United Buddy Bears (2009)

## Описание
На площади Сан-Мартина находится несколько монументов:
- Памятник генералу Сан-Мартину и армии борцов за независимость состоит из бронзовой конной статуи Сан-Мартина на гранитном пьедестале и четырёх фигур, символизирующих важные события в войне за независимость американских колоний: переход через Анды, провозглашение независимости Перу, битву при Сальте и взятие Монтевидео. Статуя Сан-Мартина является работой французского скульптора Луи Жозефа Дома 1862 года, а остальные фигуры — немца Густава Эберлейна 1910 года.
- Памятник павшим на Мальвинах — кенотаф, посвященный погибшим в войне на Мальвинских (Фолклендских) островах 1982 года. Находится в северо-западной части площади. Состоит из 25 пластин чёрного мрамора, на которых написаны имена 649 солдат.
- Сомнение  — мраморная скульптурная композиция Шарля Кордье, изображающая молодого человека с Библией с сомнением на лице и старшего мужчину, который что-то говорит молодому. Установлена в 1905 году.

Hito de la Argentinidad — мемориальный камень в честь победы над английскими захватчиками в 1806—1807 годах.
В 1971—2009 годах на площади находился так называемый каталанский фонтан, который был подарен городу каталанской общиной. В 2009 году он был перенесен в парк Ривадавия.
На площади высажено много деревьев, в частности омбу, пальмы, липы, ивы, сосны, магнолии, араукарии, хакаранди, эвкалипты.

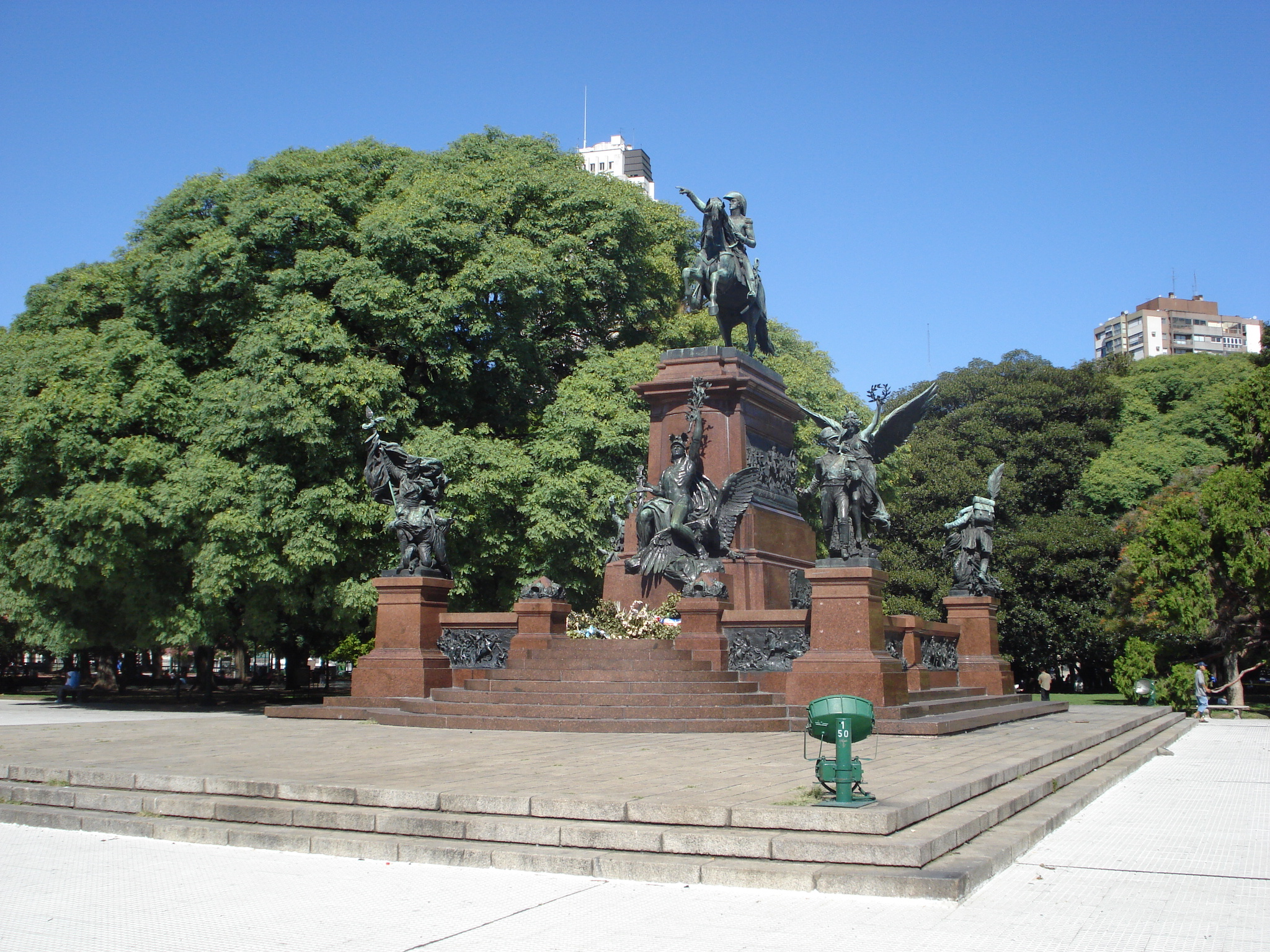
Памятник генералу Сан-Мартину и армии борцов за независимость
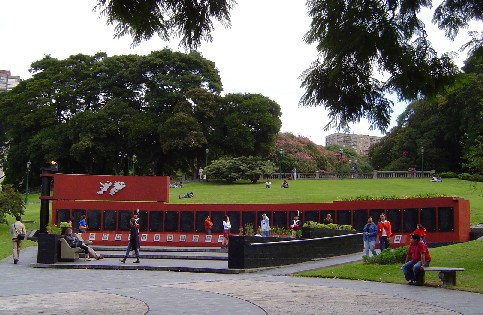
Памятник павшим на Мальвинах
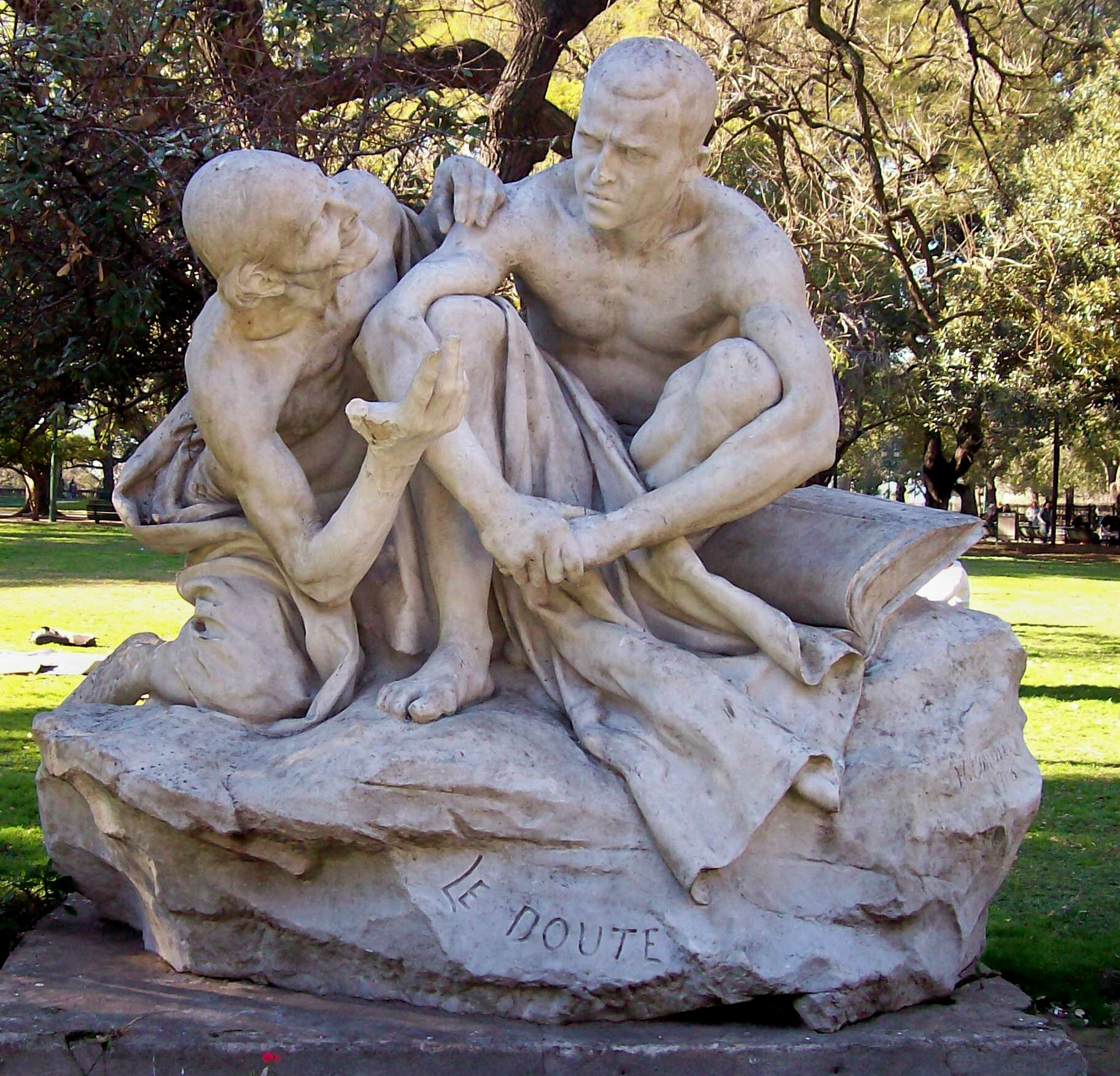
Сомнение
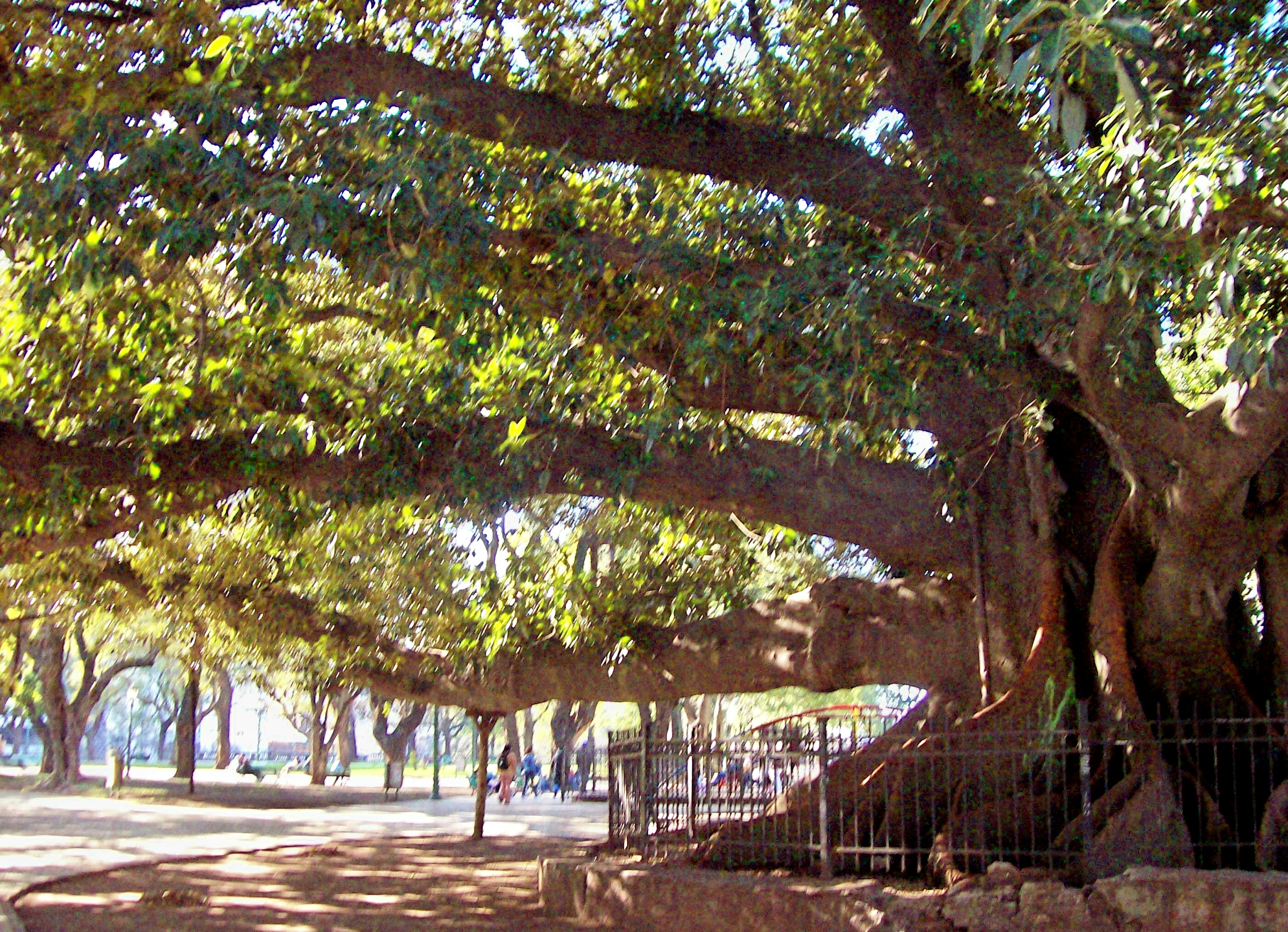
Дерево омбу на площади